# Flee (film)
Pour plus de détails, voir Fiche technique et Distribution.
Flee (Flugt) est un documentaire d'animation dano-franco-norvégio-suédois écrit et réalisé par Jonas Poher Rasmussen et sorti en 2021.
Le film est présenté en première mondiale au Festival du film de Sundance, le 28 janvier 2021,.
Flee a été salué par les festivals de cinéma et les critiques, notamment concernant l'animation, le récit, les thématiques, et la représentation de la communauté LGBT,,. Le documentaire intègre également des séquences d'archives sur les événements survenus en Afghanistan à l'époque où Amin s'est enfui.
Le film a été nommé aux Oscars comme candidat danois pour le prix du meilleur long métrage international, ainsi que dans les catégories du meilleur documentaire et du meilleur film d'animation, devenant ainsi le premier film à être nommé dans ces trois catégories simultanément,.

## Synopsis
Le film raconte l'histoire vraie d'Amin Nawabi (pseudonyme), réfugié afghan. Il raconte son enfance heureuse à Kaboul, l'arrestation de son père sous le régime communiste, puis sa disparition. Lorsque la guerre s'installe en Afghanistan, le frère ainé d'Amin s'enfuit pour éviter la conscription. Le reste de la famille quitte l'Afghanistan pour la Russie lors du retrait des troupes soviétiques en 1989.
En Russie, la famille, en situation irrégulière, est harcelée par la police, et ils souhaitent rejoindre le frère ainé qui vit en Suède. Il faut pour cela réunir une somme importante pour payer les passeurs. Les deux sœurs d'Amin rejoignent la Suède après une traversée traumatisante de la mer Baltique. Amin, sa mère et son autre frère échoue lors d'une première tentative pour traverser la Baltique. Leur bateau prend l'eau, et l'équipage d'un paquebot qu'ils croisent contacte la police estonienne qui les renvoie à Moscou.
La famille décide ensuite qu'Amin fera une nouvelle tentative, avec un passeur capable de lui procurer un faux passeport et de le faire voyager en avion. Le passeur envoie Amin au Danemark et non en Suède, lui ordonne de détruire son faux passeport à l'arrivée et de prétendre que toute sa famille est morte. Il bénéficie du statut de mineur non accompagné, mais est séparé de sa famille et craint le renvoi si on découvre qu'il a menti.
Amin est homosexuel, et craint de l'avouer à sa famille car l'homosexualité est taboue en Afghanistan. Sa famille finira néanmoins par l'accepter. Il fait une carrière scientifique qui l'oblige à sacrifier sa vie de couple avec un Danois. Amin décide finalement de se marier avec son concubin Kasper, et ils emménagent dans une jolie maison.

## Fiche technique
Sauf indication contraire, les informations mentionnées dans cette section peuvent être confirmées par la base de données cinématographiques IMDb,  présente dans la section « Liens externes ».
- Titre : Flee
- Titre original : Flugt
- Réalisation : Jonas Poher Rasmussen
- Scénario : Jonas Poher Rasmussen et Amin
  - Consultants scénario : Rasmus Heisterberg et Eskil Vogt
- Musique : Uno Helmersson
- Direction artistique : Jess Nicholls
- Animation : Kenneth Ladekjaer, Erik Schmidt, Stine Marie Buhl, Andrei Sitari, Cyrille Chauvin, Ilan Wexiø Hatukah, Michael Helmuth Hansen, Nathan Otaño, Pierre Rütz, Laura Büchert Schjødt, Mette Ilene Holmriis, Pernille Kjaer, Thibaud Petitpas et Théo Boubounelle
- Montage : Janus Billeskov Jansen
- Son : Frederik Jonsäter et Edward Björner
- Production : Charlotte de La Gournerie, Monica Hellström et Signe Byrge Sørensen (en)
  - Coproduction : Jean-François Le Corre (de) , Mathieu Courtois, Maria Ekerhovd (no), Charlotte Most, Anne Charbonnel, Thomas Gammeltoft, Alex Szalat et Barbara Truyen
  - Production exécutive : Riz Ahmed, Nikolaj Coster-Waldau, Natalie Farrey, Danny Gabai, Jannat Gargi, Matt Ippolito, Philippa Kowarsky et Hayley Pappas
- Sociétés de production : Sun Creature Studio (en), Final Cut for Real (en), Vivement Lundi !, Mer Film (no), Most Film, VPRO, VICE Studios, Ryot Films
- Sociétés de distribution : Haut et Court (France), Entract Films (Québec), Filmcoopi (Suisse)
- Pays de production :  Danemark,  France,  Norvège et  Suède
- Langue originale : danois, dari, russe, français et anglais
- Format : couleur — 2,39:1 (images d'archives en 1,33:1)
- Genre : animation, documentaire
- Durée : 83 minutes
- Dates de sortie :
  - États-Unis : 28 janvier 2021 (Festival du film de Sundance)
  - Suède : 
    - 6 février 2021 (Festival international du film de Göteborg)
    - 20 août 2021 (en salles)

  - Norvège : 8 mars 2021 (Kosmorama à Trondheim)
  - France :
    - 18 juin 2021 (Festival international du film d'animation d'Annecy)[10]
    - 23 mai 2022 (en ligne sur arte.tv)[11]
    - 31 août 2022 (en salles)

  - Danemark : 17 juin 2021
  - Québec : 11 février 2022
  - Belgique : 1er juin 2022
  - Suisse romande : 24 août 2022

## Distribution

### Voix originales
- Daniel Karimyar : Amin (9-11 ans)
- Fardin Mijdzadeh : Amin (15-18 ans) / un homme en colère / un réfugié
- Milad Eskandari : Saif (8 ans)
- Belal Faiz : Saif (13-19 ans)
- Elaha Faiz : Fahima (13-18 ans)
- Zahra Mehrwarz : Fahima (28 ans)
- Sadia Faiz : Sabia (16-26 ans)
- Rashid Aitouganov : un trafiquant de clandestin / le chef de la police

### Voix françaises
- Kyan Khojandi : Amin[12]
- Damien Bonnard : Rasmussen[12]

## Musique
- Take on Me de a-ha.
- The Dream de Drew J. Lerdal et Molly Dean.
- Hymne de la république démocratique d'Afghanistan.
- Sarzamin-E-Man d'Elaha Faiz.
- Te Canto de Carlos Perez Marin.
- Breath In de Low Roar.
- Wheel of Fortune (en) de Ace of Base.
- Kalinka de Joaquin Garcia.
- Joyride de Roxette.
- Veridis Quo de Daft Punk.
- Help Me de Low Roar.

## Distinctions

### Récompenses
- Festival du film de Sundance 2021 : Grand Prix du Jury catégorie Documentaire international
- 2021 : Cristal du long métrage, Prix Fondation Gan à la diffusion et Prix de la meilleure musique originale, avec le soutien de la SACEM au festival international du film d'animation d'Annecy
- Prix du cinéma européen 2021[13] :
  - Meilleur film d'animation
  - Meilleur film documentaire

### Nominations
- Oscars 2022 : 
  - Meilleur film international
  - Meilleur film d'animation
  - Meilleur film documentaire
- Golden Globes 2022 : meilleur film d'animation[14]